# Timon és Pumbaa
Timon és Pumbaa egy kitalált komikus szurikáta-varacskosdisznó páros, akik először a Walt Disney 1994-es animációs filmjében, az Oroszlánkirályban (angolul The Lion King) tűntek fel.

## Jellemzésük
Mint Az Oroszlánkirály legtöbb karaktere, Pumbaa is a szuahéli nyelvből kapta a nevét, melynek jelentése „gondtalan”.
Timon az egyike azon kevés karaktereknek, akiknek a neve nem szuahéli eredetű; görögül tiszteletet jelent. Neve Shakespeare Athéni Timon című tragédiájából is származtatható, utalva a cselekmény shakespeare-i eredetére. A Timon és Pumbaa című (szintén a Disney által készített) sorozatban fény derül a vezetéknevére is: Berkowitz.
A Disney legkedveltebb karakterei közé tartoznak, főleg komikus viselkedésük és zenei tehetségük miatt. Timon egyik szokása, hogy társa ötleteit sajátjaként tünteti és fogja fel, Pumbaa pedig néha kellemetlen társaság: képes egy erőteljes szellentést produkálni bármilyen elfogyasztott étel után, „megtisztítani” ezzel akár az egész környéket. Ezen kívül egy valódi harcos, beleveti magát a harcba, mint egy faltörő kos és nagy ellenállást tanúsít azok ellen, akik disznónak hívják, mivel ezt csak a barátainak engedélyezi. Pumbaa vezetékneve is kiderül a tévésorozatban: Smith.
Timon és Pumbaa a szintén szuahéli megnevezésű „Hakuna Matata” (magyarul Semmi gond) törvényei szerint élnek.